# Bannock (Ohio)
Bannock es un lugar designado por el censo ubicado en el condado de Belmont en el estado estadounidense de Ohio. En el Censo de 2010 tenía una población de 211 habitantes y una densidad poblacional de 275,23 personas por km².

## Geografía
Bannock se encuentra ubicado en las coordenadas 40°6′11″N 80°58′37″O / 40.10306, -80.97694. Según la Oficina del Censo de los Estados Unidos, Bannock tiene una superficie total de 0.77 km², de la cual 0.77 km² corresponden a tierra firme y (0%) 0 km² es agua.

## Demografía
Según el censo de 2010, había 211 personas residiendo en Bannock. La densidad de población era de 275,23 hab./km². De los 211 habitantes, Bannock estaba compuesto por el 100% blancos, el 0% eran afroamericanos, el 0% eran amerindios, el 0% eran asiáticos, el 0% eran isleños del Pacífico, el 0% eran de otras razas y el 0% pertenecían a dos o más razas. Del total de la población el 0% eran hispanos o latinos de cualquier raza.